# Ulrike Krenzlin

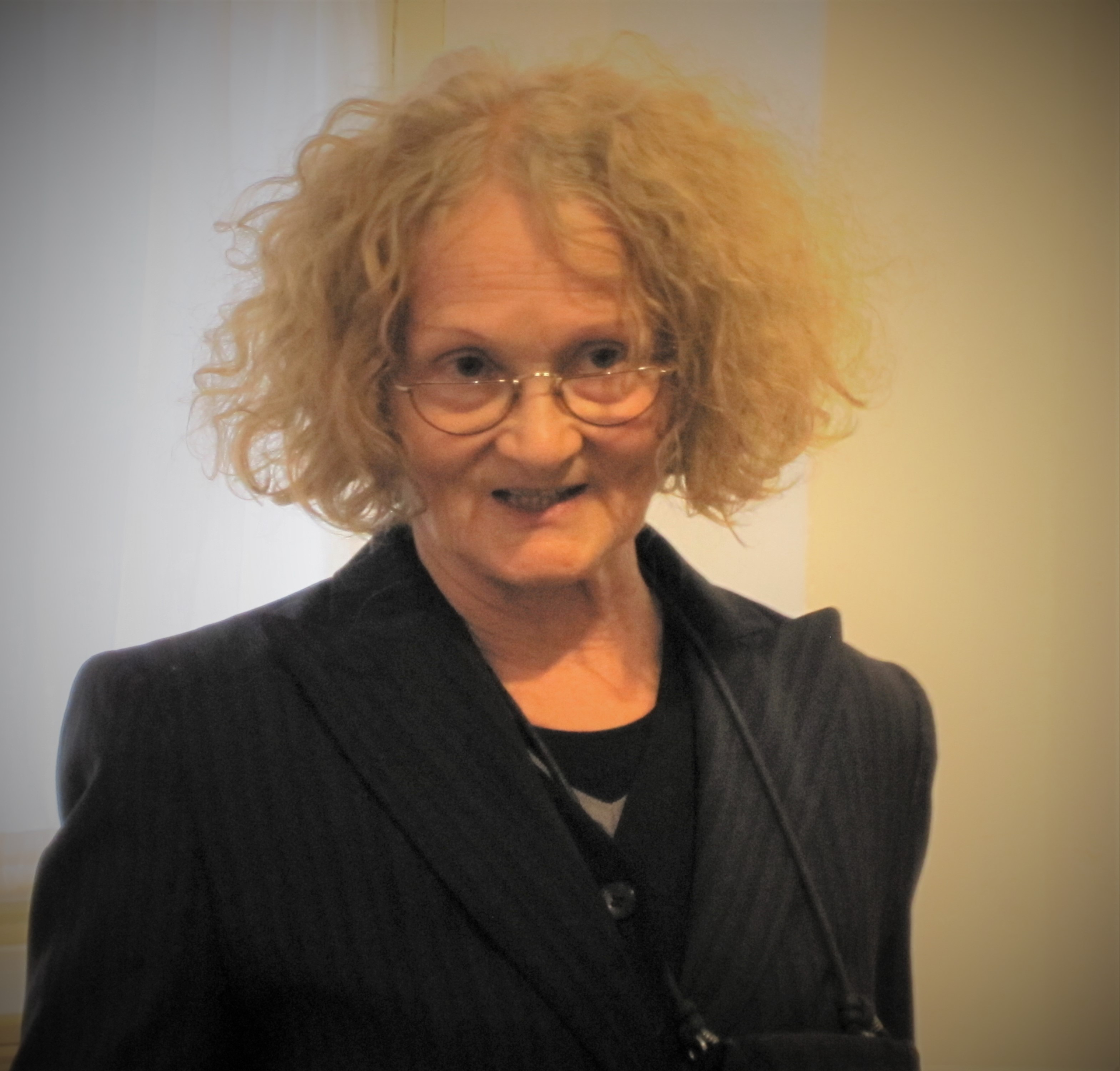
Ulrike Krenzlin (2011)

Ulrike Krenzlin, geborene Görner (* 11. Juni 1940 in Annaberg) ist eine deutsche Kunsthistorikerin.

## Familie
Ulrike Görner ist in Annaberg im Erzgebirge geboren. Ihr Vater Karl Görner (1911–2000) hatte an der Kunstakademie Dresden sowie in Paris studiert (Otto Dix und Oskar Kokoschka als akademische Lehrer), und er war danach als Studienrat tätig. Nach Kriegsdienst und wechselvollem Berufsablauf übernahm er schließlich 1955 die Stelle als Kunsterzieher und zeitweise als Deutschlehrer sowie als erster Internatsleiter an der Oberschule (heute Gymnasium Carolinum) in Bernburg (Saale). Seine Frau sowie die beiden Töchter und der Sohn folgten ihm 1956 von Annaberg nach Bernburg.
Ihr Vater Karl Görner übte bis zu seinem Eintritt in den Ruhestand im Jahre 1976 diese Tätigkeit als Kunsterzieher in Bernburg aus und promovierte noch kurz zuvor an der TU Dresden. Zeitlebens war er selbst als Kunstmaler aktiv tätig und hat über zweitausend Werke geschaffen, die sich teilweise im Besitz des Museums Schloss Bernburg sowie im Privatbesitz seiner Tochter Ulrike Krenzlin in Berlin und bei verschiedenen Privatpersonen befinden. Anlässlich seines 100. Geburtstages im Januar 2011 eröffnete Ulrike Krenzlin eine umfangreiche Werkausstellung, die vom Museum im Schloss Bernburg veranstaltet wurde und zur meistbesuchten Ausstellung des Museums avancierte. Sie verfasste hierzu auch einen Katalog mit dem bezeichnenden Titel „An der Saale hellem Strande“, zu dem der Schriftsteller Volker Ebersbach einen Beitrag über seinen Lehrer Karl Görner beigesteuert hat, der ihn damals sehr förderte und zum Germanistikstudium in Jena anregte.
Ulrike Krenzlin war bis zu seinem Tod im Januar 2025 verheiratet mit Norbert Krenzlin, emeritierter Professor für Geschichte der neuesten und gegenwärtigen Ästhetik an der Humboldt-Universität zu Berlin.

## Leben
Ulrike Görner legte im Jahre 1958 in Bernburg ihr Abitur ab. Anschließend studierte sie bis 1965 Kunstgeschichte, Klassische Archäologie und Germanistik an der Universität Leipzig und rundete ihr Studium 1969 mit der Promotion ab. Im Jahre 1979  habilitierte sie sich zur deutschen Kunst des 19. Jahrhunderts. Von 1965 bis 1969 war sie am Münzkabinett der Staatlichen Museen zu Berlin tätig.
Danach arbeitete sie ab 1969 als Assistentin an der Sektion Ästhetik und Kunstwissenschaften im Institut für Kunstgeschichte der Humboldt-Universität zu Berlin und wirkte unter der Leitung von Peter H. Feist am Lexikon Geschichte der deutschen Kunst mit.
Seit 1981 war sie Mitarbeiterin am Institut für Ästhetik und Kunstwissenschaften (Direktor: Peter H. Feist) der Akademie der Wissenschaften der DDR. Sie wurde 1992 in das Wissenschaftlerintegrationsprogramm übernommen, sodass sie ihre wissenschaftliche Tätigkeit auch nach der deutschen Wiedervereinigung fortsetzen konnte.
Von 1994 bis zur Pensionierung 2005 war sie Professorin für Kunstgeschichte an der Burg Giebichenstein Hochschule für Kunst und Design Halle.
Sie war Redakteurin der Kritischen Berichte (1991–1995) und ist Ehrenmitglied der „Schadow Gesellschaft e. V. von 1985“.

## Veröffentlichungen (Auswahl)
- Kunstverhältnisse, Institut für Ästhetik und Kunstwissenschaft der Akademie der Wissenschaften der DDR, Berlin 1988.
- Johann Gottfried Schadow. Untertitel auf dem Schutzumschlag: Ein Künstlerleben in Berlin. Verlag für Bauwesen, Berlin 1990, ISBN 3-345-00467-4 und DVA 1990.
- Johann Gottfried Schadow – die Quadriga. Vom preußischen Symbol zum Denkmal der Nation. Fischer Taschenbuch-Verlag 1991.
- Die Quadriga auf dem Brandenburger Tor. Verlag für Bauwesen 1991.
- Historienmalerei in der DDR – Bebilderung oder Erhellung der Geschichte? in: Helle Panke e.V. (Hg.): hefte zur ddr-geschichte, Heft 001: U. Krenzlin: Historienmalerei in der DDR - Bebilderung oder Erhellung der Geschichte - P. Arlt: Zu den Entwicklungsprozessen der antik-mythologischen Ikonographie in der Malerei, Grafik und Plastik von 1945 bis in die Gegenwart, Berlin 1992.
- Von dem, was der Fall (der Denkmäler) ist. In: Kritische Berichte, 3/1992, S. 4–9.
- Händel-Denkmal/Halle an der Saale, Regensburg 2003.
- Francke-Denkmal – Franckesche Stiftungen zu Halle, hrsg. von den Franckeschen Stiftungen, Regensburg 2004.
- An der Saale hellem Strande – das 1050-jährige Jubiläum der Stadt Bernburg und der 100. Geburtstag des Chronisten Karl Görner : Altstädte, Brücken, Kirchen, Schloss, Gasthöfe, Wohn- und Geschäftshäuser. Mit einem Beitrag von Volker Ebersbach. Katalog zur Ausstellung im Museum Schloss Bernburg 23. Januar bis 27. März 2011. Bernburger Freizeit GmbH; Museum Schloss Bernburg, Bernburg 2011, ISBN 3-9807097-8-7.
- Vom Bürger, der sich im Sozialismus verlief – Betrachtungen zur „Rückschau eines Kunsthistorikers“. In: Peter Arlt (Hrsg.): Künstler, Kunstwerk und Gesellschaft – Gedenkveranstaltung für Peter H. Feist, 8. Dezember 2016. Mit Beiträgen von Hans-Otto Dill, Emerita Pansowova, Fritz Jacobi, Jens Semrau, Ulrike Krenzlin, Gerd-Helge Vogel, Peter Arlt, Michael Feist, Harald Metzkes, Claude Keisch, Peter Michel, Ronald Paris, Diana Al-Jumaili. Sitzungsberichte Leibniz-Sozietät der Wissenschaften zu Berlin. Band 132, Jahrgang 2017. trafo Wissenschaftsverlag Dr. Wolfgang Weist, Berlin 2017, ISBN 978-3-86464-155-8.